# Quốc kỳ Qatar

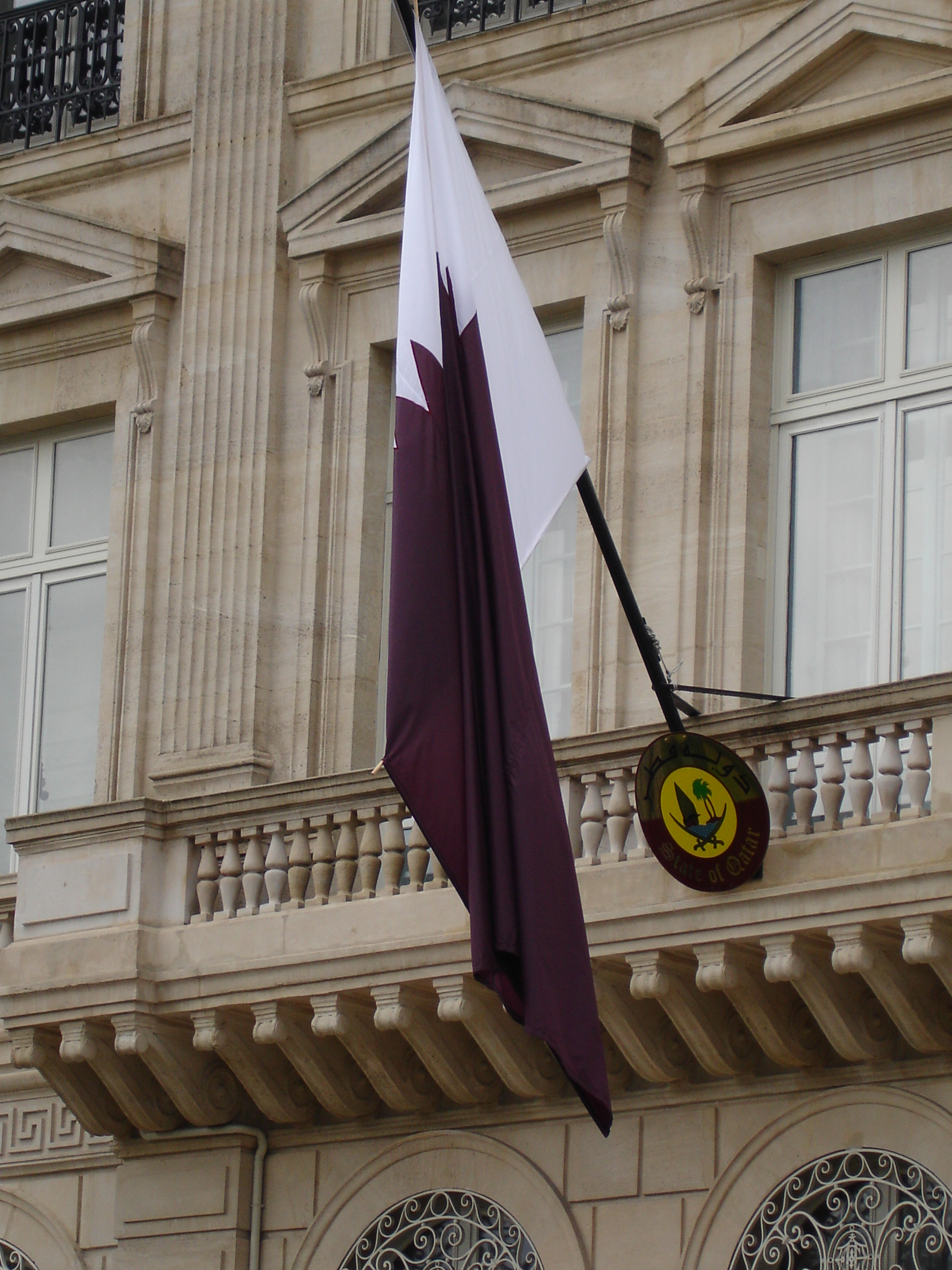
Cờ và biểu tượng của Qatar, hiển thị trên lối vào của đại Sứ quán Qatar ở Paris

Quốc kỳ Qatar (tiếng Ả Rập: علم قطر) có tỉ lệ 11:28. Lá cờ màu nâu maroon với một phần răng cưa bên trái (chín răng cưa). Nó đã được thông qua nhanh chóng sau tuyên ngôn độc lập từ Anh vào ngày 3 tháng 9 năm 1971.
Cờ rất giống với lá cờ của nước láng giềng Bahrain, cờ Bahrain có tỷ lệ 3:5, và một màu đỏ thay vì màu nâu của maroon. Quốc kỳ Qatar là lá cờ quốc gia duy nhất có chiều rộng lớn hơn hai lần chiều cao của nó.

## Lịch sử
Lá cờ ban đầu của Qatar có nền màu đỏ, tương ứng với cờ đỏ truyền thống được sử dụng bởi những người Hồi giáo Kharjite. Trong thế kỷ 19, Chính phủ thay đổi hoàn toàn lá cờ đỏ với thêm một trắng sọc dọc xuống bên trái cho phù hợp với chỉ thị của nước Anh. Sau lần sửa đổi này, Sheik Mohammed bin Thani chính thức thông qua một khuôn mẫu với màu đỏ và trắng theo hướng hiện đại và trông mạnh mẽ hơn. Nhiều bổ sung đã được thực hiện từ năm 1932, chín cạnh răng cưa, hình kim cương và từ "Qatar" được tổng hợp trong thiết kế của nó. Màu nâu maroon đã được chuẩn hóa vào năm 1949. Trong những năm 1960, Sheikh Ali Al Thani loại bỏ những từ ngữ và hình kim cương ra khỏi lá cờ. Cờ đã chính thức được thông qua vào tháng 9 năm 1971, hầu như giống hệt với lá cờ những năm 1960 ngoại trừ tỷ lệ lá cờ.

## Đặc điểm

### Mô tả
Chín cạnh răng cưa tách phần màu trắng và phần màu đỏ. Nó tượng trưng cho vị trí thanh viên thứ chín trong hội đồng hòa giải các nước Ả Rập tại Vịnh ba tư của Qatar trong kết luận tại hiệp ước Qatar-Anh năm 1916.

### Màu sắc
Phần tối của lá cờ được gọi là 'Qatar maroon'. Lịch sử của thuốc nhuộm màu tím đã có ở Qatar vài thế kỷ. Người ta khẳng định rằng Qatar là nơi có những cơ sỏ sản xuất thuốc nhuộm bằng vỏ động vật rất sớm trong thời kỳ được cai trị bởi người Kassite, ngày nay vẫn còn ngành công nghiệp sản xuất thuốc nhuộm tại quần đảo Al Khor. Qatar cũng được biết đến với sản xuất thuốc nhuộm màu tím dưới thời Sassanid. Mohammed bin Thani, người cai trị từ năm 1847 đến năm 1876, đề xuất việc tạo ra một lá cờ với một màu tím-màu đỏ để thống nhất đất nước, và để làm nổi bật vai trò sản xuất thuốc nhuộm trong lịch sử của nó. Năm 1932, Hải quân Anh đề nghị cần tạo ra một lá cờ chính thức. Họ đề nghị lá cờ có màu trắng và màu đỏ, nhưng bị Qatar từ chối màu đỏ và tiếp tục sử dụng lá cờ gồm một hỗn hợp của màu tím và màu đỏ để thay thế. Do đất nước có khí hậu nhiệt đới sa mạc, màu cờ có phần nghiêng về màu tối hơn, kết quả là cuối cùng thông qua lá cờ một màu nâu sẫm năm 1949. Phần trắng của lá cờ tượng trưng cho sự hòa bình giành được từ Anh Quốc.

## Lịch sử

Khoảng năm 1916
Khoảng năm 1936
11:30  Từ năm 1949 đến năm 1971